# Klasa okręgowa (2021/2022)/Województwa świętokrzyskie, warmińsko-mazurskie, wielkopolskie i zachodniopomorskie

## Województwo świętokrzyskie

### Grupa świętokrzyska

#### Drużyny
| Uczestnicy poprzedniej edycji                                                                                 | Uczestnicy poprzedniej edycji | Uczestnicy poprzedniej edycji | Uczestnicy poprzedniej edycji |
| --- | ----------------------------- | ----------------------------- | ----------------------------- |
| SĘD | Unia Sędziszów                | 3                             |                               |
| STO | Piast Stopnica                | 4                             |                               |
| MGÓ | Wicher Miedziana Góra         | 5                             |                               |
| CHM | Zenit Chmielnik               | 6                             |                               |
| ORK | Orlęta Kielce                 | 7                             |                               |
| PIA | Piaskowianka Piaski           | 8                             |                               |
| DWI | Sparta Dwikozy                | 9                             |                               |
| KUN | Stal Kunów                    | 10                            |                               |
| ŚWI | Świt Ćmielów                  | 11                            |                               |
| BUC | Bucovia Bukowa                | 121                           |                               |
| Spadek z IV ligi 2020/2021                                                                                    |                               |                               |                               |
| grupa świętokrzyska                                                                                           |                               |                               |                               |
| JĘD | Naprzód Jędrzejów             | 17                            |                               |
| WŁO | Hetman Włoszczowa             | 18                            |                               |
| OPA | OKS Opatów                    | 19                            |                               |
| Awans z klasy A 2020/2021                                                                                     |                               |                               |                               |
| grupa Kielce I                                                                                                |                               |                               |                               |
| ĆMI | Gród Ćmińsk                   | 1                             |                               |
| grupa Kielce II                                                                                               |                               |                               |                               |
| OKS | Nida Oksa                     | 1                             |                               |
| grupa Sandomierz                                                                                              |                               |                               |                               |
| GGÓ | GKS Górno                     | 1                             |                               |
| Oznaczenia: - kolumna pierwsza – skróty nazw drużyn, - kolumna trzecia – miejsce zajęte w poprzednim sezonie. |                               |                               |                               |

Objaśnienia:
1. Ze względu na spadek Partyzanta Radoszyce z IV ligi do Klasy A, utrzymała się dodatkowo Bucovia Bukowa.

#### Tabela
| Lp. | Drużyna               | M  | Z  | R | P  | Bramki | Bramki | Różn. | Pkt | Uwagi             | Bezpośrednio |
| --- | --------------------- | -- | -- | - | -- | ------ | ------ | ----- | --- | ----------------- | ------------ |
| 1   | Stal Kunów (M) (A)    | 30 | 21 | 4 | 5  | 87     | 33     | +54   | 67  | Awans do IV ligi  |              |
| 2   | GKS Górno (A)         | 30 | 19 | 6 | 5  | 72     | 33     | +39   | 63  | Awans do IV ligi  |              |
| 3   | Orlęta Kielce (A)     | 30 | 19 | 3 | 8  | 75     | 37     | +38   | 60  | Awans do IV ligi  |              |
| 4   | Gród Ćmińsk           | 30 | 17 | 5 | 8  | 60     | 29     | +31   | 56  |                   |              |
| 5   | Hetman Włoszczowa     | 30 | 15 | 6 | 9  | 60     | 40     | +20   | 51  |                   |              |
| 6   | Naprzód Jędrzejów     | 30 | 15 | 5 | 10 | 58     | 41     | +17   | 50  |                   |              |
| 7   | Unia Sędziszów        | 30 | 14 | 7 | 9  | 47     | 47     | 0     | 49  |                   |              |
| 8   | Świt Ćmielów          | 30 | 11 | 9 | 10 | 51     | 49     | +2    | 42  |                   |              |
| 9   | Wicher Miedziana Góra | 30 | 11 | 7 | 12 | 56     | 55     | +1    | 40  |                   |              |
| 10  | Zenit Chmielnik       | 30 | 12 | 3 | 15 | 41     | 57     | −16   | 39  |                   |              |
| 11  | OKS Opatów            | 30 | 11 | 5 | 14 | 49     | 47     | +2    | 38  |                   |              |
| 12  | Piaskowianka Piaski   | 30 | 10 | 5 | 15 | 58     | 68     | −10   | 35  |                   |              |
| 13  | Piast Stopnica        | 30 | 8  | 5 | 17 | 40     | 65     | −25   | 29  |                   |              |
| 14  | Bucovia Bukowa        | 30 | 7  | 3 | 20 | 39     | 84     | −45   | 24  |                   |              |
| 15  | Sparta Dwikozy        | 30 | 6  | 4 | 20 | 28     | 75     | −47   | 22  |                   |              |
| 16  | Nida Oksa (S)         | 30 | 4  | 3 | 23 | 40     | 101    | −61   | 15  | Spadek do klasy A |              |

## Województwo warmińsko-mazurskie

### Grupa warmińsko-mazurska I

#### Drużyny
| Uczestnicy poprzedniej edycji                                                                                 | Uczestnicy poprzedniej edycji | Uczestnicy poprzedniej edycji | Uczestnicy poprzedniej edycji |
| --- | ----------------------------- | ----------------------------- | ----------------------------- |
| ROM | Rominta Gołdap                | 21                            |                               |
| RES | Orlęta Reszel                 | 3                             |                               |
| ŚNO | Śniardwy Orzysz               | 4                             |                               |
| WWI | Wilczek Wilkowo               | 5                             |                               |
| VĘG | Vęgoria Węgorzewo             | 6                             |                               |
| CZO | Czarni Olecko                 | 7                             |                               |
| ŁYN | Łyna Sępopol                  | 8                             |                               |
| OMU | Omulew Wielbark               | 9                             |                               |
| MJE | MKS Jeziorany                 | 10                            |                               |
| ŻPI | Żagiel Piecki                 | 112                           |                               |
| VIC | Victoria Bartoszyce           | 125                           |                               |
| Spadek z IV ligi 2020/2021                                                                                    |                               |                               |                               |
| grupa warmińsko-mazurska                                                                                      |                               |                               |                               |
| BIS | Tęcza Biskupiec               | 14                            |                               |
| Awans z klasy A 2020/2021                                                                                     |                               |                               |                               |
| grupa warmińsko-mazurska I                                                                                    |                               |                               |                               |
| POJ | Pojezierze Prostki            | 1                             |                               |
| R03 | Rona 03 Ełk                   | 23                            |                               |
| grupa warmińsko-mazurska III                                                                                  |                               |                               |                               |
| NAK | Naki Olsztyn                  | 24                            |                               |
| KSW | KS Wojciechy                  | 34                            |                               |
| Oznaczenia: - kolumna pierwsza – skróty nazw drużyn, - kolumna trzecia – miejsce zajęte w poprzednim sezonie. |                               |                               |                               |

Objaśnienia:
1. Rominta Gołdap przegrała baraże o awans do IV ligi z Pisą Barczewo.
2. Ze względu na rezygnację przedstawiciela II grupy klasy A z gry w barażach, Żagiel Piecki i Grunwald Gietrzwałd utrzymali się bez rozgrywania barażu o utrzymanie.
3. Rona 03 Ełk wygrała baraże o awans do klasy okręgowej z Victorią Bartoszyce.
4. Ze względu na rezygnację Leśnika Nowe Ramuki (mistrza III grupy klasy A) z awansu, bezpośredni awans uzyskał Naki Olsztyn, a KS Wojciechy uzyskały prawo do gry w barażach, w których pokonały Orzeł Janowiec Kościelny.
5. Ze względu na dodatkowe utrzymanie w III GKS-u Wikielec i związanego z tym utrzymanie Błękitnych Orneta w IV lidze, zorganizowano baraże dla najwyżej sklasyfikowanych spadkowicz z klasy okręgowej. W nim Victoria Bartoszyce pokonała Barkas Tolkmicko i utrzymała się w lidze.

#### Tabela
| Lp. | Drużyna                 | M  | Z  | R | P  | Bramki | Bramki | Różn. | Pkt | Uwagi                       | Bezpośrednio                                   |
| --- | ----------------------- | -- | -- | - | -- | ------ | ------ | ----- | --- | --------------------------- | ---------------------------------------------- |
| 1   | Tęcza Biskupiec (M) (A) | 30 | 27 | 1 | 2  | 133    | 28     | +105  | 82  | Awans do IV ligi            |                                                |
| 2   | Rominta Gołdap (B)      | 30 | 26 | 1 | 3  | 92     | 44     | +48   | 79  | Baraże o awans do IV ligi   |                                                |
| 3   | Śniardwy Orzysz         | 30 | 20 | 1 | 9  | 82     | 44     | +38   | 61  |                             |                                                |
| 4   | Żagiel Piecki           | 30 | 18 | 2 | 10 | 69     | 58     | +11   | 56  |                             |                                                |
| 5   | Rona 03 Ełk             | 30 | 17 | 3 | 10 | 79     | 58     | +21   | 54  |                             |                                                |
| 6   | Vęgoria Węgorzewo       | 30 | 14 | 4 | 12 | 58     | 58     | 0     | 46  |                             |                                                |
| 7   | Victoria Bartoszyce     | 30 | 13 | 4 | 13 | 40     | 39     | +1    | 43  |                             |                                                |
| 8   | Wilczek Wilkowo         | 30 | 12 | 6 | 12 | 62     | 71     | −9    | 42  | WWI – NAK 3:3 NAK – WWI 2:3 |                                                |
| 9   | Naki Olsztyn            | 30 | 13 | 3 | 14 | 73     | 74     | −1    | 42  | WWI – NAK 3:3 NAK – WWI 2:3 | Przeniesienie do grupy warmińsko-mazurskiej II |
| 10  | MKS Jeziorany           | 30 | 10 | 6 | 14 | 44     | 62     | −18   | 36  |                             |                                                |
| 11  | Orlęta Reszel           | 30 | 10 | 2 | 18 | 53     | 56     | −3    | 32  | RES – CZO 3:0 CZO – RES 2:1 |                                                |
| 12  | Czarni Olecko (B)       | 30 | 9  | 5 | 16 | 45     | 68     | −23   | 32  | RES – CZO 3:0 CZO – RES 2:1 | Baraże o utrzymanie                            |
| 13  | Łyna Sępopol (B)        | 30 | 8  | 7 | 15 | 53     | 88     | −35   | 31  |                             | Baraże o utrzymanie                            |
| 14  | Omulew Wielbark (S)     | 30 | 7  | 2 | 21 | 47     | 75     | −28   | 23  | Spadek do klasy A           |                                                |
| 15  | Pojezierze Prostki (S)  | 30 | 6  | 3 | 21 | 40     | 100    | −60   | 21  | Spadek do klasy A           |                                                |
| 16  | KS Wojciechy (S)        | 30 | 3  | 4 | 23 | 34     | 81     | −47   | 13  | Spadek do klasy A           |                                                |

### Grupa warmińsko-mazurska II

#### Drużyny
| Uczestnicy poprzedniej edycji                                                                                 | Uczestnicy poprzedniej edycji | Uczestnicy poprzedniej edycji | Uczestnicy poprzedniej edycji |
| --- | ----------------------------- | ----------------------------- | ----------------------------- |
| SUS | Unia Susz                     | 21                            |                               |
| PAS | Polonia Pasłęk                | 3                             |                               |
| STN | Start Nidzica                 | 4                             |                               |
| MIM | Tęcza Miłomłyn                | 5                             |                               |
| EWZ | Ewingi Zalewo                 | 6                             |                               |
| PTU | Płomień Turznica              | 7                             |                               |
| RRA | Radomniak Radomno             | 8                             |                               |
| DRW | Drwęca Nowe Miasto Lubawskie  | 9                             |                               |
| KZW | Kormoran Zwierzewo            | 10                            |                               |
| GGI | Grunwald Gierzwałd            | 112                           |                               |
| Spadek z IV ligi 2020/2021                                                                                    |                               |                               |                               |
| grupa warmińsko-mazurska                                                                                      |                               |                               |                               |
| RYB | GSZS Rybno                    | 15                            |                               |
| WOL | Warmia Olsztyn                | 16                            |                               |
| OLO | Olimpia Olsztynek             | 17                            |                               |
| Awans z klasy A 2020/2021                                                                                     |                               |                               |                               |
| grupa warmińsko-mazurska II                                                                                   |                               |                               |                               |
| MKM | MKS Miłakowo                  | 23                            |                               |
| grupa warmińsko-mazurska IV                                                                                   |                               |                               |                               |
| CZA | Czarni Rudzienice             | 1                             |                               |
| OBP | Ossa Biskupiec Pomorski       | 24                            |                               |
| Oznaczenia: - kolumna pierwsza – skróty nazw drużyn, - kolumna trzecia – miejsce zajęte w poprzednim sezonie. |                               |                               |                               |

Objaśnienia:
1. Unia Susz przegrała baraże o awans do IV ligi z Błękitnymi Pasym.
2. Ze względu na rezygnację przedstawiciela II grupy klasy A z gry w barażach, Żagiel Piecki i Grunwald Gietrzwałd utrzymali się bez rozgrywania barażu o utrzymanie.
3. Zatoka II Braniewo zrezygnowała z awansu, w związku z czym bezpośredni awans uzyskał MKS Miłakowo.
4. Ossa Biskupiec Pomorski wygrała baraże o awans do klasy okręgowej z Barkasem Tolkmicko.

#### Tabela
| Lp. | Drużyna                      | M  | Z  | R | P  | Bramki | Bramki | Różn. | Pkt | Uwagi                                         | Bezpośrednio                |
| --- | ---------------------------- | -- | -- | - | -- | ------ | ------ | ----- | --- | --------------------------------------------- | --------------------------- |
| 1   | Olimpia Olsztynek (M) (A)    | 30 | 23 | 3 | 4  | 91     | 34     | +57   | 72  | Awans do IV ligi                              |                             |
| 2   | Polonia Pasłęk (B)           | 30 | 23 | 2 | 5  | 123    | 55     | +68   | 71  | Baraże o awans do IV ligi                     |                             |
| 3   | Unia Susz                    | 30 | 19 | 4 | 7  | 83     | 48     | +35   | 61  |                                               |                             |
| 4   | Płomień Turznica             | 30 | 18 | 2 | 10 | 64     | 39     | +25   | 56  | PTU – RYB 5:1 RYB – PTU 1:2                   |                             |
| 5   | GSZS Rybno                   | 30 | 17 | 5 | 8  | 90     | 55     | +35   | 56  | PTU – RYB 5:1 RYB – PTU 1:2                   |                             |
| 6   | Ossa Biskupiec Pomorski      | 30 | 17 | 4 | 9  | 69     | 51     | +18   | 55  |                                               |                             |
| 7   | Start Nidzica                | 30 | 14 | 5 | 11 | 67     | 61     | +6    | 47  |                                               |                             |
| 8   | Radomniak Radomno            | 30 | 12 | 5 | 13 | 45     | 65     | −20   | 41  |                                               |                             |
| 9   | Czarni Rudzienice            | 30 | 12 | 3 | 15 | 57     | 73     | −16   | 39  |                                               |                             |
| 10  | Warmia Olsztyn               | 30 | 11 | 4 | 15 | 80     | 73     | +7    | 37  | Przeniesienie do grupy warmińsko-mazurskiej I | WOL – DRW 1:1 DRW – WOL 1:5 |
| 11  | Drwęca Nowe Miasto Lubawskie | 30 | 10 | 7 | 13 | 56     | 62     | −6    | 37  |                                               | WOL – DRW 1:1 DRW – WOL 1:5 |
| 12  | Tęcza Miłomłyn (B)           | 30 | 11 | 3 | 16 | 51     | 61     | −10   | 36  | Baraże o utrzymanie                           |                             |
| 13  | Kormoran Zwierzewo (B)       | 30 | 7  | 7 | 16 | 53     | 97     | −44   | 28  | Baraże o utrzymanie                           |                             |
| 14  | Grunwald Gierzwałd (S)       | 30 | 6  | 4 | 20 | 39     | 87     | −48   | 22  | Spadek do klasy A                             |                             |
| 15  | Ewingi Zalewo (S)            | 30 | 5  | 3 | 22 | 39     | 89     | −50   | 18  | Spadek do klasy A                             |                             |
| 16  | MKS Miłakowo (S)             | 30 | 2  | 5 | 23 | 30     | 87     | −57   | 11  | Spadek do klasy A                             |                             |

### Baraże o awans do IV ligi
Po zakończeniu sezonu rozegrano dwumecz barażowy o prawo gry w IV lidze w sezonie 2022/2023 pomiędzy 11. drużyną IV ligi, grupa warmińsko-mazurska a 2. drużyną klasy okręgowej, grupa warmińsko-mazurska I oraz pomiędzy 12. drużyną IV ligi, grupa warmińsko-mazurska a 2. drużyną klasy okręgowej, grupa warmińsko-mazurska II. Mecze odbyły się 25, 26 i 29 czerwca 2022.
| 25 czerwca 2022 18:00 | Błękitni Pasym | 2:4 | Rominta Gołdap |  |
|                       |                |     |                |  |

| 29 czerwca 2022 17:00 | Rominta Gołdap | 4:1 | Błękitni Pasym |  |
|                       |                |     |                |  |

Zwycięzca: Rominta Gołdap
| 26 czerwca 2022 18:30 | Polonia Iłowo | 2:1 | Polonia Pasłęk |  |
|                       |               |     |                |  |

| 29 czerwca 2022 17:00 | Polonia Pasłęk | 3:4 | Polonia Iłowo |  |
|                       |                |     |               |  |

Zwycięzca: Polonia Pasłęk

### Baraże o utrzymanie w klasie okręgowej
W barażach o utrzymanie brały udział drużyny z miejsc 12-13 obu grup klasy okręgowej oraz wicemistrzowie 4 grup na terenie woj. warmińsko-mazurskiego. Zwycięzcy dwumeczów uzyskiwali prawo do gry w klasie okręgowej w następnym sezonie.
| 25 czerwca 2022 16:00 | Kormoran Zwierzewo | 3:2 | Agat Jegłownik |  |
|                       |                    |     |                |  |

| 29 czerwca 2022 17:00 | Agat Jegłownik | 1:2 | Kormoran Zwierzewo |  |
|                       |                |     |                    |  |

Zwycięzca: Kormoran Zwierzewo
| 25 czerwca 2022 17:00 | Łyna Sępopol | 5:2 | Kłobuk Mikołajki |  |
|                       |              |     |                  |  |

| 29 czerwca 2022 17:00 | Kłobuk Mikołajki | 3:3 | Łyna Sępopol |  |
|                       |                  |     |              |  |

Zwycięzca: Łyna Sępopol
| 25 czerwca 2022 17:00 | Tęcza Miłomłyn | 0:4 | Constract Lubawa |  |
|                       |                |     |                  |  |

| 29 czerwca 2022 17:00 | Constract Lubawa | 6:1 | Tęcza Miłomłyn |  |
|                       |                  |     |                |  |

Zwycięzca: Constract Lubawa
| 26 czerwca 2022 16:00 | Czarni Olecko | 3:0 | Błękitni Stary Olsztyn |  |
|                       |               |     |                        |  |

| 29 czerwca 2022 17:00 | Błękitni Stary Olsztyn | 1:2 | Czarni Olecko |  |
|                       |                        |     |               |  |

Zwycięzca: Czarni Olecko

## Województwo wielkopolskie

### Grupa wielkopolska I

#### Drużyny
| Uczestnicy poprzedniej edycji                                                                                 | Uczestnicy poprzedniej edycji | Uczestnicy poprzedniej edycji | Uczestnicy poprzedniej edycji |
| --- | ----------------------------- | ----------------------------- | ----------------------------- |
| RLU | Radwan Lubasz                 | 21                            |                               |
| KŁO | Kłos Budzyń                   | 3                             |                               |
| PJA | Polonia Jastrowie             | 4                             |                               |
| ISK | Iskra Krajenka                | 5                             |                               |
| UWA | Unia Wapno                    | 6                             |                               |
| SZA | Sokół Szamocin                | 7                             |                               |
| NRO | Noteć Rosko                   | 9                             |                               |
| DAM | Sokół Damasławek              | 10                            |                               |
| WEJ | Wenus Jędrzejewo              | 11                            |                               |
| NDZ | Noteć Dziembowo               | 122                           |                               |
| Spadek z V ligi 2020/2021                                                                                     |                               |                               |                               |
| grupa wielkopolska I                                                                                          |                               |                               |                               |
| OSM | Orkan Śmiłowo                 | 14                            |                               |
| ZŁO | Sparta Złotów                 | 15                            |                               |
| WYS | GLKS Wysoka                   | 16                            |                               |
| PPO | Płomień Połajewo              | 18                            |                               |
| Awans z klasy A 2020/2021                                                                                     |                               |                               |                               |
| grupa wielkopolska I                                                                                          |                               |                               |                               |
| KPP | KP Piła                       | 1                             |                               |
| DRA | Drawa Krzyż Wielkopolski      | 2                             |                               |
| Oznaczenia: - kolumna pierwsza – skróty nazw drużyn, - kolumna trzecia – miejsce zajęte w poprzednim sezonie. |                               |                               |                               |

Objaśnienia:
1. Radwan Lubasz przegrał baraże o awans do V ligi z Polaninem Strzałkowo.
2. Zjednoczeni Kaczory wycofali się po zakończeniu sezonu, w związku z czym dodatkowo utrzymał się Noteć Dziembowo.

#### Tabela
| Lp. | Drużyna                  | M  | Z  | R | P  | Bramki | Bramki | Różn. | Pkt | Uwagi                       | Bezpośrednio |
| --- | ------------------------ | -- | -- | - | -- | ------ | ------ | ----- | --- | --------------------------- | ------------ |
| 1   | Orkan Śmiłowo (M) (A)    | 30 | 26 | 2 | 2  | 118    | 25     | +93   | 80  | Awans do V ligi             |              |
| 2   | Kłos Budzyń (B)          | 30 | 19 | 2 | 9  | 70     | 38     | +32   | 59  | Baraże o awans do V ligi    |              |
| 3   | Sparta Złotów            | 30 | 17 | 6 | 7  | 56     | 23     | +33   | 57  |                             |              |
| 4   | KP Piła                  | 30 | 16 | 4 | 10 | 73     | 50     | +23   | 52  |                             |              |
| 5   | Unia Wapno               | 30 | 15 | 6 | 9  | 74     | 52     | +22   | 51  |                             |              |
| 6   | Polonia Jastrowie        | 30 | 14 | 8 | 8  | 50     | 34     | +16   | 50  |                             |              |
| 7   | Iskra Krajenka           | 30 | 14 | 6 | 10 | 51     | 48     | +3    | 48  |                             |              |
| 8   | Radwan Lubasz            | 30 | 14 | 5 | 11 | 71     | 68     | +3    | 47  |                             |              |
| 9   | GLKS Wysoka              | 30 | 11 | 7 | 12 | 51     | 56     | −5    | 40  |                             |              |
| 10  | Drawa Krzyż Wielkopolski | 30 | 9  | 8 | 13 | 63     | 84     | −21   | 35  |                             |              |
| 11  | Noteć Rosko              | 30 | 9  | 4 | 17 | 62     | 81     | −19   | 31  |                             |              |
| 12  | Sokół Damasławek         | 30 | 8  | 5 | 17 | 59     | 98     | −39   | 29  | DAM – NDZ 4:4 NDZ – DAM 1:2 |              |
| 13  | Noteć Dziembowo          | 30 | 8  | 5 | 17 | 49     | 89     | −40   | 29  | DAM – NDZ 4:4 NDZ – DAM 1:2 |              |
| 14  | Sokół Szamocin (S)       | 40 | 6  | 9 | 25 | 41     | 69     | −28   | 27  | Spadek do klasy A           |              |
| 15  | Płomień Połajewo (S)     | 30 | 6  | 4 | 20 | 40     | 82     | −42   | 22  | Spadek do klasy A           |              |
| 16  | Wenus Jędrzejewo (S)     | 30 | 5  | 5 | 20 | 39     | 70     | −31   | 20  | Spadek do klasy A           |              |

### Grupa wielkopolska II

#### Drużyny
| Uczestnicy poprzedniej edycji                                                                                 | Uczestnicy poprzedniej edycji | Uczestnicy poprzedniej edycji | Uczestnicy poprzedniej edycji |
| --- | ----------------------------- | ----------------------------- | ----------------------------- |
| grupa wielkopolska II                                                                                         |                               |                               |                               |
| SKÓ | Canarinhos Skórzewo           | 10                            |                               |
| grupa wielkopolska IV                                                                                         |                               |                               |                               |
| OGR | Orzeł Granowo                 | 3                             |                               |
| HMI | Huragan Michorzewo            | 4                             |                               |
| DKĘ | Dąb Kębłowo                   | 5                             |                               |
| WIE | Wielkopolska Komorniki        | 6                             |                               |
| NNI | NKS Niepruszewo               | 7                             |                               |
| PRO | Promień Opalenica             | 9                             |                               |
| SPS | Spójnia Strykowo              | 10                            |                               |
| SKA | Sokół Kaszczor                | 11                            |                               |
| Spadek z V ligi 2020/2021                                                                                     |                               |                               |                               |
| grupa wielkopolska II                                                                                         |                               |                               |                               |
| SOK | Sokół Pniewy                  | 14                            |                               |
| WOL | Grom Wolsztyn                 | 15                            |                               |
| PAT | Patria Buk                    | 17                            |                               |
| Awans z klasy A 2020/2021                                                                                     |                               |                               |                               |
| grupa wielkopolska II                                                                                         |                               |                               |                               |
| LOT | LZS Otorowo                   | 1                             |                               |
| KŁG | Kłos Gałowo                   | 2                             |                               |
| grupa wielkopolska V                                                                                          |                               |                               |                               |
| KBU | Korona Bukowiec               | 1                             |                               |
| PLT | Polonia Nowy Tomyśl           | 21                            |                               |
| Oznaczenia: - kolumna pierwsza – skróty nazw drużyn, - kolumna trzecia – miejsce zajęte w poprzednim sezonie. |                               |                               |                               |

Objaśnienia:
1. NAP Nowy Tomyśl zmienił nazwę przed sezonem na Polonia Nowy Tomyśl.

#### Tabela
| Lp. | Drużyna                    | M  | Z  | R | P  | Bramki | Bramki | Różn. | Pkt | Uwagi                                   | Bezpośrednio |
| --- | -------------------------- | -- | -- | - | -- | ------ | ------ | ----- | --- | --------------------------------------- | ------------ |
| 1   | Sokół Pniewy (M) (A)       | 30 | 21 | 4 | 5  | 94     | 37     | +57   | 67  | Awans do V ligi                         |              |
| 2   | Wielkopolska Komorniki (B) | 30 | 19 | 6 | 5  | 90     | 52     | +38   | 63  | Baraże o awans do V ligi                |              |
| 3   | Kłos Gałowo                | 30 | 19 | 4 | 7  | 95     | 32     | +63   | 61  |                                         |              |
| 4   | LZS Otorowo                | 30 | 17 | 7 | 6  | 74     | 45     | +29   | 58  |                                         |              |
| 5   | Korona Bukowiec            | 30 | 17 | 4 | 9  | 85     | 56     | +29   | 55  |                                         |              |
| 6   | NKS Niepruszewo            | 30 | 16 | 4 | 10 | 83     | 53     | +30   | 52  |                                         |              |
| 7   | Patria Buk                 | 30 | 13 | 7 | 10 | 62     | 54     | +8    | 46  |                                         |              |
| 8   | Huragan Michorzewo         | 30 | 14 | 3 | 13 | 46     | 68     | −22   | 45  |                                         |              |
| 9   | Dąb Kębłowo                | 30 | 11 | 6 | 13 | 51     | 50     | +1    | 39  | Przeniesienie do grupy wielkopolskiej V |              |
| 10  | Orzeł Granowo              | 30 | 11 | 5 | 14 | 56     | 62     | −6    | 38  |                                         |              |
| 11  | Canarinhos Skórzewo        | 30 | 9  | 6 | 15 | 52     | 68     | −16   | 33  |                                         |              |
| 12  | Polonia Nowy Tomyśl        | 30 | 8  | 5 | 17 | 62     | 79     | −17   | 29  |                                         |              |
| 13  | Sokół Kaszczor             | 30 | 8  | 4 | 18 | 62     | 101    | −39   | 28  | Przeniesienie do grupy wielkopolskiej V |              |
| 14  | Spójnia Strykowo (S)       | 30 | 7  | 5 | 18 | 35     | 62     | −27   | 26  | Spadek do klasy A                       |              |
| 15  | Grom Wolsztyn (S)          | 30 | 5  | 6 | 19 | 35     | 84     | −49   | 21  | Spadek do klasy A                       |              |
| 16  | Promień Opalenica1 (S)     | 30 | 6  | 2 | 22 | 46     | 105    | −59   | 20  | Spadek do klasy B                       |              |

### Grupa wielkopolska III

#### Drużyny
| Uczestnicy poprzedniej edycji                                                                                 | Uczestnicy poprzedniej edycji | Uczestnicy poprzedniej edycji | Uczestnicy poprzedniej edycji |
| --- | ----------------------------- | ----------------------------- | ----------------------------- |
| grupa wielkopolska III                                                                                        |                               |                               |                               |
| ŻER | GKS Żerków                    | 10                            |                               |
| grupa wielkopolska II                                                                                         |                               |                               |                               |
| AVI | Avia Kamionki                 | 3                             |                               |
| LSW | Lider Swarzędz                | 4                             |                               |
| ŚR2 | Polonia II Środa Wielkopolska | 5                             |                               |
| SSL | Suchary Suchy Las             | 6                             |                               |
| PNE | Płomień Nekla                 | 7                             |                               |
| CLE | Clescevia Kleszczewo          | 8                             |                               |
| OJA | Orkan Jarosławiec             | 9                             |                               |
| grupa wielkopolska V                                                                                          |                               |                               |                               |
| KZA | Kłos Zaniemyśl                | 21                            |                               |
| LCI | LZS Cielcza                   | 3                             |                               |
| grupa wielkopolska VI                                                                                         |                               |                               |                               |
| JW2 | Jarota II Witaszyce           | 2                             |                               |
| Spadek z V ligi 2020/2021                                                                                     |                               |                               |                               |
| grupa wielkopolska I                                                                                          |                               |                               |                               |
| LEK | Lechita Kłecko                | 17                            |                               |
| Awans z klasy A 2020/2021                                                                                     |                               |                               |                               |
| grupa wielkopolska III                                                                                        |                               |                               |                               |
| L97 | Lotnik-1997 Poznań            | 1                             |                               |
| POP | Polonia Poznań                | 2                             |                               |
| grupa wielkopolska VI                                                                                         |                               |                               |                               |
| MOS | 1920 Mosina                   | 1                             |                               |
| grupa wielkopolska VII                                                                                        |                               |                               |                               |
| UKS | UKS Śrem                      | 2                             |                               |
| Oznaczenia: - kolumna pierwsza – skróty nazw drużyn, - kolumna trzecia – miejsce zajęte w poprzednim sezonie. |                               |                               |                               |

Objaśnienia:
1. Kłos Zaniemyśl przegrał baraże o awans do V ligi z Naszą Dyskobolią Grodzisk Wielkopolski.
2. Jarota II Witaszyce przegrała baraże o awans do V ligi z Meblorzem Swarzędz.

#### Tabela
| Lp. | Drużyna                           | M  | Z  | R | P  | Bramki | Bramki | Różn. | Pkt | Uwagi                                    | Bezpośrednio                                                   |
| --- | --------------------------------- | -- | -- | - | -- | ------ | ------ | ----- | --- | ---------------------------------------- | -------------------------------------------------------------- |
| 1   | Kłos Zaniemyśl (M) (A)            | 30 | 22 | 7 | 1  | 89     | 28     | +61   | 73  | Awans do V ligi                          | KZA – ŚR2 2:2 ŚR2 – KZA 0:2                                    |
| 2   | Polonia II Środa Wielkopolska (B) | 30 | 23 | 4 | 3  | 104    | 37     | +67   | 73  | Baraże o awans do V ligi                 | KZA – ŚR2 2:2 ŚR2 – KZA 0:2                                    |
| 3   | Avia Kamionki                     | 30 | 16 | 8 | 6  | 86     | 55     | +31   | 56  | Przeniesienie do grupy wielkopolskiej IV |                                                                |
| 4   | Lider Swarzędz                    | 30 | 16 | 6 | 8  | 73     | 49     | +24   | 54  | Przeniesienie do grupy wielkopolskiej IV | LSW – LCI 0:3 LCI – LSW 0:4                                    |
| 5   | LZS Cielcza                       | 30 | 17 | 3 | 10 | 78     | 50     | +28   | 54  | Przeniesienie do grupy wielkopolskiej IV | LSW – LCI 0:3 LCI – LSW 0:4                                    |
| 6   | UKS Śrem                          | 30 | 16 | 5 | 9  | 96     | 38     | +58   | 53  | Przeniesienie do grupy wielkopolskiej IV |                                                                |
| 7   | Polonia Poznań                    | 30 | 13 | 6 | 11 | 62     | 62     | 0     | 45  | Przeniesienie do grupy wielkopolskiej IV |                                                                |
| 8   | GKS Żerków                        | 30 | 12 | 6 | 12 | 48     | 48     | 0     | 42  | Przeniesienie do grupy wielkopolskiej IV |                                                                |
| 9   | 1920 Mosina                       | 30 | 11 | 2 | 17 | 42     | 66     | −24   | 35  | Przeniesienie do grupy wielkopolskiej IV |                                                                |
| 10  | Lechita Kłecko                    | 30 | 9  | 7 | 14 | 43     | 60     | −17   | 34  | Przeniesienie do grupy wielkopolskiej I  | LEK: 9 pkt, różn. +7 JW2: 6 pkt, różn. -2 CLE: 3 pkt, różn. -5 |
| 11  | Jarota II Witaszyce               | 30 | 11 | 1 | 18 | 63     | 93     | −30   | 34  | Przeniesienie do grupy wielkopolskiej VI | LEK: 9 pkt, różn. +7 JW2: 6 pkt, różn. -2 CLE: 3 pkt, różn. -5 |
| 12  | Clescevia Kleszczewo              | 30 | 10 | 4 | 16 | 51     | 68     | −17   | 34  | Przeniesienie do grupy wielkopolskiej IV | LEK: 9 pkt, różn. +7 JW2: 6 pkt, różn. -2 CLE: 3 pkt, różn. -5 |
| 13  | Lotnik-1997 Poznań                | 30 | 10 | 2 | 18 | 54     | 97     | −43   | 32  | Przeniesienie do grupy wielkopolskiej IV |                                                                |
| 14  | Suchary Suchy Las (S)             | 30 | 8  | 5 | 17 | 50     | 78     | −28   | 29  | Spadek do klasy A                        |                                                                |
| 15  | Orkan Jarosławiec (S)             | 30 | 5  | 3 | 22 | 41     | 102    | −61   | 18  | Spadek do klasy A                        |                                                                |
| 16  | Płomień Nekla (S)                 | 30 | 4  | 5 | 21 | 35     | 84     | −49   | 17  | Spadek do klasy A                        |                                                                |

### Grupa wielkopolska IV

#### Drużyny
| Uczestnicy poprzedniej edycji                                                                                 | Uczestnicy poprzedniej edycji | Uczestnicy poprzedniej edycji | Uczestnicy poprzedniej edycji |
| --- | ----------------------------- | ----------------------------- | ----------------------------- |
| grupa wielkopolska III                                                                                        |                               |                               |                               |
| WDO | Warta Dobrów                  | 3                             |                               |
| GRZ | Orzeł Grzegorzew              | 4                             |                               |
| PGO | Polonia Golina                | 6                             |                               |
| TRZ | Zjednoczeni Trzemeszno        | 7                             |                               |
| SLS | Strażak Licheń Stary          | 8                             |                               |
| BRU | Kasztelania Brudzew           | 9                             |                               |
| COS | Czarni Ostrowite              | 12                            |                               |
| grupa wielkopolska VI                                                                                         |                               |                               |                               |
| CKS | CKS Zbiersk                   | 11                            |                               |
| Spadek z V ligi 2020/2021                                                                                     |                               |                               |                               |
| grupa wielkopolska III                                                                                        |                               |                               |                               |
| ZRY | Zjednoczeni Rychwał           | 12                            |                               |
| GKS | GKS Sompolno                  | 13                            |                               |
| MKS | MKS Dąbie                     | 14                            |                               |
| TUT | Tulisia Tuliszków             | 17                            |                               |
| Awans z klasy A 2020/2021                                                                                     |                               |                               |                               |
| grupa wielkopolska IV                                                                                         |                               |                               |                               |
| ŚLE | LKS Ślesin                    | 1                             |                               |
| ORK | Orzeł Kawęczyn                | 2                             |                               |
| Oznaczenia: - kolumna pierwsza – skróty nazw drużyn, - kolumna trzecia – miejsce zajęte w poprzednim sezonie. |                               |                               |                               |

#### Tabela
| Lp. | Drużyna                    | M  | Z  | R | P  | Bramki | Bramki | Różn. | Pkt | Uwagi                                                              | Bezpośrednio                |
| --- | -------------------------- | -- | -- | - | -- | ------ | ------ | ----- | --- | ------------------------------------------------------------------ | --------------------------- |
| 1   | Polonia Golina (M) (A)     | 26 | 19 | 3 | 4  | 74     | 22     | +52   | 60  | Awans do V ligi                                                    |                             |
| 2   | Zjednoczeni Trzemeszno (B) | 26 | 18 | 3 | 5  | 66     | 36     | +30   | 57  | Baraże o awans do V ligi Przeniesienie do grypy wielkopolskiej III |                             |
| 3   | GKS Sompolno               | 26 | 16 | 7 | 3  | 66     | 31     | +35   | 55  | Przeniesienie do grupy wielkopolskiej III                          |                             |
| 4   | Warta Dobrów               | 26 | 14 | 4 | 8  | 56     | 43     | +13   | 46  | Przeniesienie do grupy wielkopolskiej III                          |                             |
| 5   | Orzeł Kawęczyn             | 26 | 11 | 5 | 10 | 59     | 54     | +5    | 38  | Przeniesienie do grupy wielkopolskiej III                          | ORK – GRZ 6:1 GRZ – ORK 2:1 |
| 6   | Orzeł Grzegorzew           | 26 | 11 | 5 | 10 | 41     | 49     | −8    | 38  | Przeniesienie do grupy wielkopolskiej III                          | ORK – GRZ 6:1 GRZ – ORK 2:1 |
| 7   | Tulisia Tuliszków          | 26 | 10 | 5 | 11 | 47     | 49     | −2    | 35  | Przeniesienie do grupy wielkopolskiej III                          |                             |
| 8   | Kasztelania Brudzew        | 26 | 10 | 4 | 12 | 50     | 60     | −10   | 34  | Przeniesienie do grupy wielkopolskiej III                          |                             |
| 9   | CKS Zbiersk                | 26 | 9  | 4 | 13 | 54     | 61     | −7    | 31  | Przeniesienie do grupy wielkopolskiej III                          |                             |
| 10  | Czarni Ostrowite           | 26 | 7  | 7 | 12 | 46     | 48     | −2    | 28  | Przeniesienie do grupy wielkopolskiej III                          |                             |
| 11  | Zjednoczeni Rychwał        | 26 | 7  | 6 | 13 | 45     | 49     | −4    | 27  | Przeniesienie do grupy wielkopolskiej III                          | ZRY – ŚLE 1:2 ŚLE – ZRY 1:2 |
| 12  | LKS Ślesin                 | 26 | 7  | 6 | 13 | 43     | 58     | −15   | 27  | Przeniesienie do grupy wielkopolskiej III                          | ZRY – ŚLE 1:2 ŚLE – ZRY 1:2 |
| 13  | Strażak Licheń Stary       | 26 | 8  | 2 | 16 | 46     | 65     | −19   | 26  | Przeniesienie do grupy wielkopolskiej III                          |                             |
| 14  | MKS Dąbie (S)              | 26 | 3  | 3 | 20 | 38     | 106    | −68   | 12  | Spadek do klasy A                                                  |                             |

### Grupa wielkopolska V

#### Drużyny
| Uczestnicy poprzedniej edycji                                                                                 | Uczestnicy poprzedniej edycji | Uczestnicy poprzedniej edycji | Uczestnicy poprzedniej edycji |
| --- | ----------------------------- | ----------------------------- | ----------------------------- |
| grupa wielkopolska V                                                                                          |                               |                               |                               |
| HEC | Helios Czempiń                | 4                             |                               |
| PDP | Pelikan Dębno Polskie         | 5                             |                               |
| RYD | Rydzyniak Rydzyna             | 6                             |                               |
| JAR | GKS Jaraczewo                 | 7                             |                               |
| WBW | Wisła Borek Wielkopolski      | 8                             |                               |
| MGÓ | Sparta Miejska Górka          | 9                             |                               |
| MTS | MTS Pawłowice                 | 10                            |                               |
| KWI | Korona Wilkowice              | 11                            |                               |
| SCH | Sokół Chwałkowo               | 12                            |                               |
| grupa wielkopolska IV                                                                                         |                               |                               |                               |
| LSO | LZS Stare Oborzyska           | 8                             |                               |
| GRC | Grom Czacz                    | 12                            |                               |
| Spadek z V ligi 2020/2021                                                                                     |                               |                               |                               |
| grupa wielkopolska II                                                                                         |                               |                               |                               |
| PKR | Promień Krzywiń               | 13                            |                               |
| PPO | Piast Poniec                  | 16                            |                               |
| PŚM | Pogoń Śmigiel                 | 18                            |                               |
| Awans z klasy A 2020/2021                                                                                     |                               |                               |                               |
| grupa wielkopolska VI                                                                                         |                               |                               |                               |
| TOO | Tęcza/Osa Osieczna            | 2                             |                               |
| grupa wielkopolska VII                                                                                        |                               |                               |                               |
| PĘP | Dąbroczanka Pępowo            | 1                             |                               |
| Oznaczenia: - kolumna pierwsza – skróty nazw drużyn, - kolumna trzecia – miejsce zajęte w poprzednim sezonie. |                               |                               |                               |

#### Tabela
| Lp. | Drużyna                  | M  | Z  | R  | P  | Bramki | Bramki | Różn. | Pkt | Uwagi                                    | Bezpośrednio                             |
| --- | ------------------------ | -- | -- | -- | -- | ------ | ------ | ----- | --- | ---------------------------------------- | ---------------------------------------- |
| 1   | Piast Poniec (M) (A)     | 30 | 21 | 3  | 6  | 92     | 35     | +57   | 66  | Awans do V ligi                          |                                          |
| 2   | Korona Wilkowice (B)     | 30 | 19 | 3  | 8  | 75     | 44     | +31   | 60  | Baraże o awans do V ligi                 |                                          |
| 3   | Wisła Borek Wielkopolski | 30 | 17 | 8  | 5  | 67     | 29     | +38   | 59  | Przeniesienie do grupy wielkopolskiej IV | WBW – RYD 2:1 RYD – WBW 1:1              |
| 4   | Rydzyniak Rydzyna        | 30 | 18 | 5  | 7  | 62     | 42     | +20   | 59  |                                          | WBW – RYD 2:1 RYD – WBW 1:1              |
| 5   | Pogoń Śmigiel            | 30 | 15 | 3  | 12 | 39     | 42     | −3    | 48  |                                          |                                          |
| 6   | Promień Krzywiń          | 30 | 13 | 8  | 9  | 71     | 52     | +19   | 47  |                                          |                                          |
| 7   | GKS Jaraczewo            | 30 | 13 | 6  | 11 | 69     | 58     | +11   | 45  | Przeniesienie do grupy wielkopolskiej IV |                                          |
| 8   | MTS Pawłowice            | 30 | 11 | 5  | 14 | 65     | 66     | −1    | 38  |                                          | MTS – PDP 1:1 PDP – MTS 3:3              |
| 9   | Pelikan Dębno Polskie    | 30 | 11 | 5  | 14 | 54     | 74     | −20   | 38  |                                          | MTS – PDP 1:1 PDP – MTS 3:3              |
| 10  | Dąbroczanka Pępowo       | 30 | 9  | 10 | 11 | 60     | 64     | −4    | 37  | PĘP – LSO 2:3 LSO – PĘP 0:3              |                                          |
| 11  | LZS Stare Oborzyska      | 30 | 11 | 4  | 15 | 51     | 56     | −5    | 37  | PĘP – LSO 2:3 LSO – PĘP 0:3              | Przeniesienie do grupy wielkopolskiej IV |
| 12  | Sokół Chwałkowo          | 30 | 10 | 4  | 16 | 50     | 63     | −13   | 34  |                                          |                                          |
| 13  | Tęcza/Osa Osieczna       | 30 | 9  | 5  | 16 | 41     | 77     | −36   | 32  | TOO – MGÓ 1:1 MGÓ – TOO 0:2              |                                          |
| 14  | Sparta Miejska Górka     | 30 | 9  | 5  | 16 | 39     | 51     | −12   | 32  | TOO – MGÓ 1:1 MGÓ – TOO 0:2              |                                          |
| 15  | Helios Czempiń (S)       | 30 | 8  | 6  | 16 | 65     | 69     | −4    | 30  | Spadek do klasy A                        |                                          |
| 16  | Grom Czacz (S)           | 30 | 5  | 2  | 23 | 32     | 110    | −78   | 17  | Spadek do klasy A                        |                                          |

### Grupa wielkopolska VI

#### Drużyny
| Uczestnicy poprzedniej edycji                                                                                 | Uczestnicy poprzedniej edycji | Uczestnicy poprzedniej edycji | Uczestnicy poprzedniej edycji |
| --- | ----------------------------- | ----------------------------- | ----------------------------- |
| LDO | LZS Doruchów                  | 3                             |                               |
| ZAW | Zawisza Łęka Opatowska        | 4                             |                               |
| GGR | GKS Grębanin                  | 5                             |                               |
| OBR | Olimpia Brzeziny              | 6                             |                               |
| PGP | Pelikan Grabów nad Prosną     | 7                             |                               |
| ZKO | Zieloni Koźminek              | 8                             |                               |
| KPS | KP Słupia                     | 92                            |                               |
| OŁĄ | Ogniwo Łąkociny               | 12                            |                               |
| Spadek z IV ligi 2020/2021                                                                                    |                               |                               |                               |
| grupa wielkopolska                                                                                            |                               |                               |                               |
| ODO | Odolanovia Odolanów           | 81                            |                               |
| Spadek z V ligi 2020/2021                                                                                     |                               |                               |                               |
| grupa wielkopolska III                                                                                        |                               |                               |                               |
| OPA | KS Opatówek                   | 15                            |                               |
| RAR | Raszkowianka Raszków          | 16                            |                               |
| Awans z klasy A 2020/2021                                                                                     |                               |                               |                               |
| grupa wielkopolska VIII                                                                                       |                               |                               |                               |
| RKR | RKS Radliczyce                | 1                             |                               |
| SZS | Szczyt Szczytniki             | 2                             |                               |
| grupa wielkopolska IX                                                                                         |                               |                               |                               |
| POP | Płomień Opatów                | 1                             |                               |
| MVK | Masovia Kraszewice            | 2                             |                               |
| Oznaczenia: - kolumna pierwsza – skróty nazw drużyn, - kolumna trzecia – miejsce zajęte w poprzednim sezonie. |                               |                               |                               |

Objaśnienia:
1. Odolanovia Odolanów wycofała się po zakończeniu sezonu z rozgrywek IV ligi i została zdegradowana o 2 poziomy rozgrywkowe do klasy okręgowej.
2. KP Słupia w poprzednim sezonie występowała pod nazwą Strażak Słupia.

#### Tabela
| Lp. | Drużyna                        | M  | Z  | R | P  | Bramki | Bramki | Różn. | Pkt | Uwagi                       | Bezpośrednio                |
| --- | ------------------------------ | -- | -- | - | -- | ------ | ------ | ----- | --- | --------------------------- | --------------------------- |
| 1   | Zawisza Łęka Opatowska (M) (A) | 28 | 26 | 2 | 0  | 128    | 14     | +114  | 80  | Awans do V ligi             |                             |
| 2   | Pelikan Grabów nad Prosną (B)  | 28 | 17 | 3 | 8  | 61     | 44     | +17   | 54  | Baraże o awans do V ligi    |                             |
| 3   | GKS Grębanin                   | 28 | 16 | 5 | 7  | 64     | 37     | +27   | 53  |                             | GGR – ZKO 0:0 ZKO – GGR 1:2 |
| 4   | Zieloni Koźminek               | 28 | 16 | 5 | 7  | 66     | 33     | +33   | 53  |                             | GGR – ZKO 0:0 ZKO – GGR 1:2 |
| 5   | KP Słupia                      | 28 | 15 | 1 | 12 | 67     | 57     | +10   | 46  |                             |                             |
| 6   | Masovia Kraszewice             | 28 | 13 | 4 | 11 | 60     | 56     | +4    | 43  |                             |                             |
| 7   | Płomień Opatów                 | 28 | 12 | 6 | 10 | 55     | 53     | +2    | 42  |                             |                             |
| 8   | LZS Doruchów                   | 28 | 11 | 6 | 11 | 43     | 59     | −16   | 39  |                             |                             |
| 9   | Odolanovia Odolanów            | 28 | 10 | 3 | 15 | 39     | 50     | −11   | 33  | ODO – OŁĄ 2:0 OŁĄ – ODO 4:2 |                             |
| 10  | Ogniwo Łąkociny                | 28 | 10 | 3 | 15 | 56     | 62     | −6    | 33  | ODO – OŁĄ 2:0 OŁĄ – ODO 4:2 |                             |
| 11  | Szczyt Szczytniki              | 28 | 10 | 2 | 16 | 40     | 72     | −32   | 32  |                             |                             |
| 12  | KS Opatówek                    | 28 | 9  | 3 | 16 | 34     | 54     | −20   | 30  |                             |                             |
| 13  | Raszkowianka Raszków1          | 28 | 8  | 3 | 17 | 48     | 72     | −24   | 27  | Drużyna wycofana            |                             |
| 14  | Olimpia Brzeziny (S)           | 28 | 8  | 1 | 19 | 39     | 78     | −39   | 25  | Spadek do klasy A           |                             |
| 15  | RKS Radliczyce (S)             | 28 | 4  | 3 | 21 | 39     | 98     | −59   | 15  | Spadek do klasy A           |                             |

### Baraże o awans do V ligi
W barażach o awans do V ligi wzięli udział wicemistrzowie 6 grup klasy okręgowej z województwa wielkopolskiego. Zwycięzcy dwumeczów awansowali do V ligi.
| 22 czerwca 2022 18:00 | Korona Wilkowice | 2:1 | Zjednoczeni Trzemeszno |  |
|                       |                  |     |                        |  |

| 25 czerwca 2022 16:00 | Zjednoczeni Trzemeszno | 1:2 | Korona Wilkowice |  |
|                       |                        |     |                  |  |

Zwycięzca: Korona Wilkowice
| 22 czerwca 2022 19:00 | Kłos Budzyń | 2:2 | Pelikan Grabów nad Prosną |  |
|                       |             |     |                           |  |

| 26 czerwca 2022 14:00 | Pelikan Grabów nad Prosną | 0:2 | Kłos Budzyń |  |
|                       |                           |     |             |  |

Zwycięzca: Kłos Budzyń
| 22 czerwca 2022 19:00 | Polonia II Środa Wielkopolska | 1:1 | Wielkopolska Komorniki |  |
|                       |                               |     |                        |  |

| 25 czerwca 2022 18:00 | Wielkopolska Komorniki | 5:4 | Polonia II Środa Wielkopolska |  |
|                       |                        |     |                               |  |

Zwycięzca: Wielkopolska Komorniki

## Województwo zachodniopomorskie

### Grupa zachodniopomorska I

#### Drużyny
| Uczestnicy poprzedniej edycji                                                                                 | Uczestnicy poprzedniej edycji | Uczestnicy poprzedniej edycji | Uczestnicy poprzedniej edycji |
| --- | ----------------------------- | ----------------------------- | ----------------------------- |
| grupa zachodniopomorska I                                                                                     |                               |                               |                               |
| PON | Pomorzanin Nowogard           | 2                             |                               |
| IGO | Iskra Golczewo                | 3                             |                               |
| MEW | Mewa Resko                    | 4                             |                               |
| WYB | Wybrzeże Rewalskie Rewal      | 5                             |                               |
| SPG | Sparta Gryfice                | 7                             |                               |
| PŚW | Prawobrzeże Świnoujście       | 8                             |                               |
| JAD | Jantar Dziwnów                | 10                            |                               |
| grupa zachodniopomorska III                                                                                   |                               |                               |                               |
| AST | Astra Ustronie Morskie        | 6                             |                               |
| POM | Pomorzanin Sławoborze         | 9                             |                               |
| grupa zachodniopomorska IV                                                                                    |                               |                               |                               |
| JIK | Jedność/Ikar Krosino          | 9                             |                               |
| ŚWI | Spójnia Świdwin               | 10                            |                               |
| Spadek z IV ligi 2020/2021                                                                                    |                               |                               |                               |
| grupa zachodniopomorska                                                                                       |                               |                               |                               |
| REG | Rega Trzebiatów               | 15                            |                               |
| GRY | Gryf Kamień Pomorski          | 19                            |                               |
| PPŁ | Polonia Płoty                 | 20                            |                               |
| Awans z klasy A 2020/2021                                                                                     |                               |                               |                               |
| grupa zachodniopomorska I                                                                                     |                               |                               |                               |
| KO2 | Kotwica II Kołobrzeg          | 1                             |                               |
| grupa zachodniopomorska II                                                                                    |                               |                               |                               |
| MAS | Masovia Maszewo               | 1                             |                               |
| Oznaczenia: - kolumna pierwsza – skróty nazw drużyn, - kolumna trzecia – miejsce zajęte w poprzednim sezonie. |                               |                               |                               |

#### Tabela
| Lp. | Drużyna                          | M  | Z  | R | P  | Bramki | Bramki | Różn. | Pkt | Uwagi                       | Bezpośrednio |
| --- | -------------------------------- | -- | -- | - | -- | ------ | ------ | ----- | --- | --------------------------- | ------------ |
| 1   | Wybrzeże Rewalskie Rewal (M) (A) | 30 | 25 | 4 | 1  | 167    | 31     | +136  | 79  | Awans do IV ligi            |              |
| 2   | Rega Trzebiatów (B)              | 30 | 24 | 2 | 4  | 92     | 33     | +59   | 74  | Baraże o awans do IV ligi   |              |
| 3   | Gryf Kamień Pomorski             | 30 | 24 | 1 | 5  | 111    | 25     | +86   | 73  |                             |              |
| 4   | Astra Ustronie Morskie           | 30 | 15 | 4 | 11 | 65     | 60     | +5    | 49  | AST – IGO 2:1 IGO – AST 2:3 |              |
| 5   | Iskra Golczewo                   | 30 | 15 | 4 | 11 | 112    | 51     | +61   | 49  | AST – IGO 2:1 IGO – AST 2:3 |              |
| 6   | Prawobrzeże Świnoujście          | 30 | 15 | 2 | 13 | 58     | 56     | +2    | 47  | PŚW – KO2 5:1 KO2 – PŚW 2:0 |              |
| 7   | Kotwica II Kołobrzeg             | 30 | 15 | 2 | 13 | 85     | 77     | +8    | 47  | PŚW – KO2 5:1 KO2 – PŚW 2:0 |              |
| 8   | Sparta Gryfice                   | 30 | 14 | 3 | 13 | 83     | 76     | +7    | 45  |                             |              |
| 9   | Jantar Dziwnów                   | 30 | 13 | 2 | 15 | 61     | 56     | +5    | 41  |                             |              |
| 10  | Mewa Resko                       | 30 | 13 | 3 | 14 | 75     | 62     | +13   | 42  |                             |              |
| 11  | Polonia Płoty                    | 30 | 11 | 5 | 14 | 66     | 60     | +6    | 38  |                             |              |
| 12  | Masovia Maszewo (B)              | 30 | 10 | 2 | 18 | 44     | 102    | −58   | 32  | Baraże o utrzymanie         |              |
| 13  | Pomorzanin Sławoborze (B)        | 30 | 7  | 3 | 20 | 45     | 116    | −71   | 24  | Baraże o utrzymanie         |              |
| 14  | Jedność/Ikar Krosino (S)         | 30 | 6  | 3 | 21 | 38     | 84     | −46   | 21  | Spadek do klasy A           |              |
| 15  | Pomorzanin Nowogard1             | 30 | 5  | 2 | 23 | 22     | 133    | −111  | 17  | Drużyna wycofana            |              |
| 16  | Spójnia Świdwin (S)              | 30 | 5  | 1 | 24 | 50     | 152    | −102  | 16  | Spadek do klasy A           |              |

### Grupa zachodniopomorska II

#### Drużyny
| Uczestnicy poprzedniej edycji                                                                                 | Uczestnicy poprzedniej edycji | Uczestnicy poprzedniej edycji | Uczestnicy poprzedniej edycji |
| --- | ----------------------------- | ----------------------------- | ----------------------------- |
| grupa zachodniopomorska II                                                                                    |                               |                               |                               |
| CHO | Odra Chojna                   | 2                             |                               |
| MOR | Morzycko Moryń                | 3                             |                               |
| CRS | CRS Barlinek                  | 4                             |                               |
| SLI | Stal Lipiany                  | 5                             |                               |
| IBA | Iskra Banie                   | 6                             |                               |
| OMY | Osadnik Myślibórz             | 7                             |                               |
| UDO | Unia Dolice                   | 8                             |                               |
| SKP | Sokół Pyrzyce                 | 11                            |                               |
| ENG | Energetyk Gryfino             | 12                            |                               |
| grupa zachodniopomorska I                                                                                     |                               |                               |                               |
| ARS | Arkonia Szczecin              | 6                             |                               |
| SSZ | Stal Szczecin                 | 11                            |                               |
| MMI | Mierzynianka Mierzyn          | 13                            |                               |
| Spadek z IV ligi 2020/2021                                                                                    |                               |                               |                               |
| grupa zachodniopomorska                                                                                       |                               |                               |                               |
| ISM | Iskierka Śmierdnica           | 18                            |                               |
| Awans z klasy A 2020/2021                                                                                     |                               |                               |                               |
| grupa zachodniopomorska IV                                                                                    |                               |                               |                               |
| EHR | Ehrle Dobra                   | 1                             |                               |
| grupa zachodniopomorska V                                                                                     |                               |                               |                               |
| ŁWI | Łabędź Widuchowa              | 1                             |                               |
| grupa zachodniopomorska VI                                                                                    |                               |                               |                               |
| CLU | Czarni Lubanowo               | 1                             |                               |
| Oznaczenia: - kolumna pierwsza – skróty nazw drużyn, - kolumna trzecia – miejsce zajęte w poprzednim sezonie. |                               |                               |                               |

#### Tabela
| Lp. | Drużyna                     | M  | Z  | R | P  | Bramki | Bramki | Różn. | Pkt | Uwagi                                         | Bezpośrednio                |
| --- | --------------------------- | -- | -- | - | -- | ------ | ------ | ----- | --- | --------------------------------------------- | --------------------------- |
| 1   | Iskierka Śmierdnica (M) (A) | 30 | 28 | 1 | 1  | 132    | 22     | +110  | 85  | Awans do IV ligi                              |                             |
| 2   | Odra Chojna (B)             | 30 | 21 | 4 | 5  | 71     | 38     | +33   | 67  | Baraże o awans do IV ligi                     |                             |
| 3   | Osadnik Myślibórz           | 29 | 20 | 4 | 5  | 82     | 28     | +54   | 64  |                                               |                             |
| 4   | Arkonia Szczecin            | 30 | 18 | 7 | 5  | 74     | 37     | +37   | 61  |                                               |                             |
| 5   | Morzycko Moryń              | 30 | 15 | 5 | 10 | 71     | 48     | +23   | 50  |                                               |                             |
| 6   | CRS Barlinek                | 30 | 12 | 6 | 12 | 46     | 53     | −7    | 42  | Przeniesienie do grupy zachodniopomorskiej IV |                             |
| 7   | Ehrle Dobra                 | 30 | 13 | 2 | 15 | 72     | 71     | +1    | 41  |                                               |                             |
| 8   | Stal Szczecin               | 30 | 12 | 4 | 14 | 60     | 62     | −2    | 40  | SSZ – IBA 6:3 IBA – SSZ 2:1                   |                             |
| 9   | Iskra Banie                 | 30 | 12 | 4 | 14 | 53     | 74     | −21   | 40  | SSZ – IBA 6:3 IBA – SSZ 2:1                   |                             |
| 10  | Łabędź Widuchowa            | 30 | 10 | 9 | 11 | 68     | 63     | +5    | 39  |                                               |                             |
| 11  | Unia Dolice                 | 30 | 11 | 5 | 14 | 47     | 53     | −6    | 38  | Przeniesienie do grupy zachodniopomorskiej IV |                             |
| 12  | Mierzynianka Mierzyn        | 30 | 12 | 1 | 17 | 51     | 66     | −15   | 37  |                                               |                             |
| 13  | Stal Lipiany (B)            | 30 | 10 | 3 | 17 | 68     | 91     | −23   | 33  | Baraże o utrzymanie                           |                             |
| 14  | Sokół Pyrzyce (S)           | 30 | 8  | 5 | 17 | 38     | 59     | −21   | 29  | Spadek do klasy A                             |                             |
| 15  | Czarni Lubanowo (S)         | 30 | 3  | 2 | 25 | 26     | 128    | −102  | 11  | Spadek do klasy A                             | CLU – ENG 1:0 ENG – CLU 3:4 |
| 16  | Energetyk Gryfino (S)       | 30 | 3  | 2 | 25 | 40     | 106    | −66   | 11  | Spadek do klasy A                             | CLU – ENG 1:0 ENG – CLU 3:4 |

### Grupa zachodniopomorska III

#### Drużyny
| Uczestnicy poprzedniej edycji                                                                                 | Uczestnicy poprzedniej edycji | Uczestnicy poprzedniej edycji | Uczestnicy poprzedniej edycji |
| --- | ----------------------------- | ----------------------------- | ----------------------------- |
| grupa zachodniopomorska III                                                                                   |                               |                               |                               |
| BIA | Iskra Białogard               | 2                             |                               |
| BAJ | Bajgiel Będzino               | 3                             |                               |
| WIE | Wiekowianka Wiekowo           | 4                             |                               |
| SŁA | Sława Sławno                  | 5                             |                               |
| POL | Gryf Polanów                  | 7                             |                               |
| GTY | Głaz Tychowo                  | 8                             |                               |
| WBI | Wybrzeże Biesiekierz          | 10                            |                               |
| VSI | Victoria Sianów               | 11                            |                               |
| LKO | LZS Kowalewice                | 12                            |                               |
| RBI | Radew Białogórzyno            | 13                            |                               |
| grupa zachodniopomorska IV                                                                                    |                               |                               |                               |
| ZGR | Zawisza Grzmiąca              | 8                             |                               |
| WŻT | Wiarus Żółtnica               | 12                            |                               |
| RED | Redłovia Redło                | 16                            |                               |
| Spadek z IV ligi 2020/2021                                                                                    |                               |                               |                               |
| grupa zachodniopomorska                                                                                       |                               |                               |                               |
| MBO | Mechanik Bobolice             | 16                            |                               |
| Awans z klasy A 2020/2021                                                                                     |                               |                               |                               |
| grupa zachodniopomorska VIII                                                                                  |                               |                               |                               |
| WWR | Wrzos Wrześnica               | 1                             |                               |
| grupa zachodniopomorska IX                                                                                    |                               |                               |                               |
| GBO | Grot Bonin                    | 1                             |                               |
| Oznaczenia: - kolumna pierwsza – skróty nazw drużyn, - kolumna trzecia – miejsce zajęte w poprzednim sezonie. |                               |                               |                               |

#### Tabela
| Lp. | Drużyna                   | M  | Z  | R | P  | Bramki | Bramki | Różn. | Pkt | Uwagi                       | Bezpośrednio                |
| --- | ------------------------- | -- | -- | - | -- | ------ | ------ | ----- | --- | --------------------------- | --------------------------- |
| 1   | Mechanik Bobolice (M) (A) | 30 | 29 | 1 | 0  | 194    | 21     | +173  | 88  | Awans do IV ligi            |                             |
| 2   | Wiekowianka Wiekowo (B)   | 30 | 22 | 3 | 5  | 109    | 38     | +71   | 69  | Baraże o awans do IV ligi   |                             |
| 3   | Sława Sławno              | 30 | 17 | 6 | 7  | 63     | 39     | +24   | 57  |                             |                             |
| 4   | Głaz Tychowo              | 30 | 15 | 7 | 8  | 71     | 48     | +23   | 52  |                             |                             |
| 5   | Bajgiel Będzino           | 30 | 16 | 3 | 11 | 89     | 58     | +31   | 51  |                             |                             |
| 6   | Victoria Sianów           | 30 | 15 | 3 | 12 | 65     | 63     | +2    | 48  |                             |                             |
| 7   | Gryf Polanów              | 30 | 14 | 5 | 11 | 64     | 52     | +12   | 47  |                             |                             |
| 8   | Wybrzeże Biesiekierz      | 30 | 14 | 4 | 12 | 68     | 71     | −3    | 46  | WBI – WWR 2:0 WWR – WBI 1:3 |                             |
| 9   | Wrzos Wrześnica           | 30 | 14 | 4 | 12 | 68     | 76     | −8    | 46  | WBI – WWR 2:0 WWR – WBI 1:3 |                             |
| 10  | Iskra Białogard           | 30 | 14 | 3 | 13 | 83     | 63     | +20   | 45  | BIA – ZGR 4:2 ZGR – BIA 2:6 |                             |
| 11  | Zawisza Grzmiąca          | 30 | 14 | 3 | 13 | 70     | 69     | +1    | 45  | BIA – ZGR 4:2 ZGR – BIA 2:6 |                             |
| 12  | Radew Białogórzyno        | 30 | 10 | 3 | 17 | 56     | 83     | −27   | 33  |                             |                             |
| 13  | Wiarus Żółtnica (S)       | 30 | 6  | 3 | 21 | 33     | 106    | −73   | 21  | Spadek do klasy A           | WŻT – LKO 4:2 LKO – WŻT 0:0 |
| 14  | LZS Kowalewice (S)        | 30 | 5  | 6 | 19 | 42     | 84     | −42   | 21  | Spadek do klasy A           | WŻT – LKO 4:2 LKO – WŻT 0:0 |
| 15  | Grot Bonin1               | 30 | 4  | 0 | 26 | 38     | 151    | −113  | 12  | Drużyna wycofana            |                             |
| 16  | Redłovia Redło (S)        | 30 | 3  | 2 | 25 | 35     | 126    | −91   | 11  | Spadek do klasy A           |                             |

### Grupa zachodniopomorska IV

#### Drużyny
| Uczestnicy poprzedniej edycji                                                                                 | Uczestnicy poprzedniej edycji | Uczestnicy poprzedniej edycji | Uczestnicy poprzedniej edycji |
| --- | ----------------------------- | ----------------------------- | ----------------------------- |
| grupa zachodniopomorska IV                                                                                    |                               |                               |                               |
| CKP | Calisia Kalisz Pomorski       | 2                             |                               |
| OZŁ | Olimp Złocieniec              | 3                             |                               |
| DDP | Drawa Drawsko Pomorskie       | 4                             |                               |
| KCZ | Korona Człopa                 | 5                             |                               |
| OBI | Orzeł Bierzwnik               | 6                             |                               |
| WBI | Wybrzeże Biesiekierz          | 11                            |                               |
| DRD | Drawa Drawno                  | 131                           |                               |
| grupa zachodniopomorska I                                                                                     |                               |                               |                               |
| PCW | Piast Chociwel                | 9                             |                               |
| SDO | Sarmata Dobra                 | 12                            |                               |
| grupa zachodniopomorska II                                                                                    |                               |                               |                               |
| BAJ | Bajgiel Będzino               | 9                             |                               |
| DOB | Zorza Dobrzany                | 10                            |                               |
| Spadek z IV ligi 2020/2021                                                                                    |                               |                               |                               |
| grupa zachodniopomorska                                                                                       |                               |                               |                               |
| CZA | Lech Czaplinek                | 17                            |                               |
| WEG | Sparta Węgorzyno              | 21                            |                               |
| Awans z klasy A 2020/2021                                                                                     |                               |                               |                               |
| grupa zachodniopomorska III                                                                                   |                               |                               |                               |
| INA | Ina Ińsko                     | 1                             |                               |
| grupa zachodniopomorska VII                                                                                   |                               |                               |                               |
| IPO | Iskra Pomień                  | 1                             |                               |
| grupa zachodniopomorska X                                                                                     |                               |                               |                               |
| BPO | Błękitni Pomierzyn            | 1                             |                               |
| Oznaczenia: - kolumna pierwsza – skróty nazw drużyn, - kolumna trzecia – miejsce zajęte w poprzednim sezonie. |                               |                               |                               |

Objaśnienia:
1. Drawa Drawno wycofała się z rozgrywek po rundzie jesiennej.

#### Tabela
| Lp. | Drużyna                 | M  | Z  | R  | P  | Bramki | Bramki | Różn. | Pkt | Uwagi                                        | Bezpośrednio                |
| --- | ----------------------- | -- | -- | -- | -- | ------ | ------ | ----- | --- | -------------------------------------------- | --------------------------- |
| 1   | Gavia Choszczno (M) (A) | 30 | 23 | 4  | 3  | 84     | 24     | +60   | 73  | Awans do IV ligi                             |                             |
| 2   | Zorza Dobrzany (B)      | 30 | 18 | 5  | 7  | 73     | 40     | +33   | 59  | Baraże o awans do IV ligi                    | DOB – CKP 3:0 CKP – DOB 3:1 |
| 3   | Calisia Kalisz Pomorski | 30 | 18 | 5  | 7  | 83     | 38     | +45   | 59  |                                              | DOB – CKP 3:0 CKP – DOB 3:1 |
| 4   | Olimp Złocieniec        | 30 | 17 | 4  | 9  | 77     | 39     | +38   | 55  |                                              |                             |
| 5   | Lech Czaplinek          | 30 | 15 | 9  | 6  | 61     | 39     | +22   | 54  |                                              |                             |
| 6   | Piast Chociwel          | 30 | 16 | 4  | 10 | 67     | 42     | +25   | 52  |                                              |                             |
| 7   | Sarmata Dobra           | 30 | 12 | 10 | 8  | 51     | 46     | +5    | 46  | Przeniesienie do grupy zachodniopomorskiej I | SDO – INA 1:1 INA – SDO 0:1 |
| 8   | Ina Ińsko               | 30 | 12 | 10 | 8  | 56     | 42     | +14   | 46  |                                              | SDO – INA 1:1 INA – SDO 0:1 |
| 9   | Drawa Drawsko Pomorskie | 30 | 13 | 5  | 12 | 58     | 56     | +2    | 44  |                                              |                             |
| 10  | Orzeł Bierzwnik         | 30 | 10 | 9  | 11 | 55     | 59     | −4    | 39  |                                              |                             |
| 11  | Światowid 63 Łobez      | 30 | 10 | 5  | 15 | 53     | 63     | −10   | 35  |                                              |                             |
| 12  | Korona Człopa           | 30 | 8  | 8  | 14 | 54     | 67     | −13   | 32  |                                              |                             |
| 13  | Błękitni Pomierzyn (B)  | 30 | 7  | 7  | 16 | 47     | 88     | −41   | 28  | Baraże o utrzymanie                          |                             |
| 14  | Sparta Węgorzyno (S)    | 30 | 8  | 3  | 19 | 49     | 80     | −31   | 27  | Spadek do klasy A                            |                             |
| 15  | Iskra Pomień (S)        | 30 | 3  | 5  | 22 | 42     | 113    | −71   | 14  | Spadek do klasy A                            |                             |
| 16  | Drawa Drawno1           | 30 | 3  | 1  | 26 | 22     | 96     | −74   | 10  | Drużyna wycofana                             |                             |

### Baraże o awans do IV ligi
W barażach o utrzymanie brały udział 13. drużyna z IV ligi oraz wicemistrzowie 4 grup zachodniopomorskich klasy okręgowej.

#### I runda
| 19 czerwca 2022 16:00 | Wiekowianka Wiekowo | 2:2 k. 3:0 | Zorza Dobrzany |  |
|                       |                     |            |                |  |

Awans do II rundy: Wiekowianka Wiekowo
| 19 czerwca 2022 16:00 | Rega Trzebiatów | 5:3 (p.d) | Odra Chojna |  |
|                       |                 |           |             |  |

Awans do II rundy: Rega Trzebiatów

#### II runda
| 26 czerwca 2022 16:00 | Wiekowianka Wiekowo | 0:3 | Rega Trzebiatów |  |
|                       |                     |     |                 |  |

Awans do finału: Rega Trzebiatów

#### Finał
| 29 czerwca 2022 18:00 | Rega Trzebiatów | 0:2 | Błękitni II Stargard |  |
|                       |                 |     |                      |  |

Zwycięzca baraży: Błękitni II Stargard

### Baraże o utrzymanie w klasie okręgowej
W barażach o utrzymanie brały udział 4 drużyny z klasy okręgowej (najgorsza punktowo drużyna z 12. miejsca i 3 najlepsze punktowo drużyny z 13. miejsca) oraz 8 z 10 wicemistrzów zachodniopomorskich grup klasy A. Same baraże składały się z dwóch rund – w I rundzie brali udział wicemistrzowie klasy A, gdzie zwycięzcy awansowali do II rundy, gdzie grali z przedstawicielami klasy okręgowej. Zwycięzcy II rundy uzyskiwali prawo do gry w klasie okręgowej w następnym sezonie.

#### I runda
| 25 czerwca 2022 15:00 | Kasta Majowe | 3:2 | Arkadia Malechowo |  |
|                       |              |     |                   |  |

Zwycięzca: Kasta Majowe
| 25 czerwca 2022 17:00 | Płomień Myślino | 1:0 | Orzeł Pęzino |  |
|                       |                 |     |              |  |

Zwycięzca: Płomień Myślino
| 26 czerwca 2022 16:00 | Polonia Giżyn | 5:1 | Hubertus Biały Bór |  |
|                       |               |     |                    |  |

Zwycięzca: Polonia Giżyn
| 26 czerwca 2022 16:00 | Czcibor Cedynia | 2:0 | Grot Gardno |  |
|                       |                 |     |             |  |

Zwycięzca: Czcibor Cedynia

#### II runda
| 29 czerwca 2022 18:00 | Polonia Giżyn | 0:2 (p.d) | Pomorzanin Sławoborze |  |
|                       |               |           |                       |  |

Zwycięzca: Pomorzanin Sławoborze
| 29 czerwca 2022 18:00 | Kasta Majowe | 3:0 | Masovia Maszewo |  |
|                       |              |     |                 |  |

Zwycięzca: Kasta Majowe
| 29 czerwca 2022 18:00 | Płomień Myślino | 3:2 | Błękitni Pomierzyn |  |
|                       |                 |     |                    |  |

Zwycięzca: Płomień Myślino
| 29 czerwca 2022 18:00 | Czcibor Cedynia | 1:0 | Stal Lipiany |  |
|                       |                 |     |              |  |

Zwycięzca: Czcibor Cedynia